# 1196
1196 (MCXCVI) je bilo prestopno leto, ki se je po julijanskem koledarju začelo na ponedeljek.

## Dogodki

### Evropa

#### Ljubezenski zapetljaji Filipa II.
- Francija: francoski kralj Filip II. išče vse mogoče načine, da bi se ločil od kraljice Ingeborg Danske. Tako da ponarediti rodovnik, ki naj bi dokazoval njuno tesno sorodstvo, in skliče koncil, da bi dosegel razveljavitev zakona.↓
- → Filip II. se poskuša na novo poročiti z ženevsko grofično Margareto Ženevsko. Na poti do Pariza pa grofično ugrabi savojski grof Tomaž I. in se z njo poroči.↓
- 7. maj - Filip II. ne odneha in se ponovno poroči z Nežo Andeško, hčerko nominalnega vojvode Meranije, titularne cesarske domene v Kvarnerju in Dalmaciji.

#### Gradovi Riharda Levjesrčnega
- Anglija: Poleg hudega finančnega izžemanja Anglijo doleti še huda lakota.↓
- → Proti vse večji revščini sproži v Londonu upor karizmatični voditelj Vilijem FitzOsbern. Glavni cilj upornikov je razlastiti vse bogataše. Odziv oblasti je drastičen: voditelje upora doleti tortura predvidena za izdajalce krone.↓
- → V Normandiji se medtem vojna med kraljema Rihardom Levjesrčnim in Filipom II. še vedno nadaljuje z neodločenim izidom za oba. Rihard začne z gradnjo trdnjave Gaillard, katere izgradnja presega vse razumne stroške. Najverjetneje je sam Rihard glavni arhitekt trdnjave.

#### Ostali dogodki po Evropi
- 25. marec - Srbski veliki župan Štefan Nemanja prostovoljno abdicira v korist drugega sina Štefana Nemanjića. Nato se pomeniši in se umakne na sveto goro Atos.
- 24. april - Umrlega ogrskega kralja Bélo III., ki s premišljenim gospodarskim razvojem izjemno povečal dohodek madžarske krone, nasledi nekoliko manj sposoben sin Emerik z nič manj ambicioznim mlajšim bratom Andrejem v ozadju.
- 25. april - Umrli aragonski kralj Alfonz II. zapusti kraljevino sinu Petru II.
- 1. maj - Med obnovo oltarja katedrale v Trierju "odkrijejo" Kristusovo suknjo, ki jo je nosil križani.
- 14. avgust - Ker je luksemburški grof Henrik IV. umrl brez moškega potomca, se grofija Luksemburg vrne v cesarsko last Henrika VI.
- 15. avgust - Švabskega vojvodo Konrada II., četrtega sina cesarja Barbarosse, umori ljubosumni soprog žene, s katero je ljubimkal. Nasledi ga najmlajši brat Filip.
- 11. oktober - Umrlega misijonarja in škofa Livonije Majnharda iz Rige nasledi še bolj bojeviti škof Bertold iz Hanovra, ki nadaljuje s križarsko vojno proti poganom in apostatom.
- Nemčija: rimsko-nemški cesar Henrik VI. poskuša na dveh deželnih zborih, v Würzburgu in v Erfurtu, brez uspeha zagotoviti dedno nasledstvo kraljevine Nemčije in cesarstva nasploh.
- december - Upor Sicilcev prisili Henrika VI. v ponovno ekspedicijo na Sicilijo.
- Ivana Asena I., bolgarskega voditelja protibizantinskega upora in fe facto bolgarskega carja, umori en od njegovih oficirjev Ivanko, katerega sumi, da ljubimka z njegovo sestro. Po umoru pobegne k Bizantincem. Ivana Asena nasledi brat Peter.
- Umrli švedski kralj Knut I. ne zapusti naslednikov. Za kralja je na soglasje vseh izvoljen njegov politični nasprotnik Sverker II.
- Papež Celestin III. izobči leónskega kralja Alfonza IX., ki je napadel od Almohadov poraženo Kastilijo in istočasno z Almohadi sklenil mir. Hkrati da pod interdikt celotno kraljevino León.
- Prva omemba Heidelberga.

### Bližnji vzhod
- Ostali Saladinovi sinovi očitajo njegovemu nasledniku in svojemu bratu Al-Afdalu nekompetentnost, zato ga izženejo iz Damska. Oblast v mestu prevzame sposobnejši Al-Adil.
  - Ime Al-Afdal se potem ne pojavlja več, kljub temu je možno, da je umrl v izgnanstvu šele leta 1225.

## Rojstva
- 3. januar - cesar Cutimikado, 83. japonski cesar († 1231)
- 27. marec - Svjatoslav III., vladimirski veliki knez († 1252)

Neznan datum
- Abu Hasan al-Šadhili, berberski sufi († 1258)
- Henrik II. Pobožni, vojvoda Velikopoljske, nadvojvoda Poljske († 1241)
- Henrik VI. Braunschweiški, pfalški grof († 1214)
- Raimon Vidal de Bezaudun, katalonski trubadur († 1252)
- Walter Marshal, angleški plemič, 5. grof Pembroke († 1245)

## Smrti
- 24. april - Béla III., madžarski kralj (* 1148)
- 25. april - Alfonz II., aragonski kralj (* 1157)
- 14. avgust - Henrik IV., luksemburški grof (* 1112)
- 15. avgust - Konrad II., švabski vojvoda (* 1172)
- 11. oktober - Meinhard iz Rige, nemški misijonar, škof Livonije, svetnik

Neznan datum
- Basava, indijski šivaistični filozof in socialni reformator (* 1134)
- Ivan Asen I., bolgarski car (* ni znano)
- Knut I., švedski kralj (* 1150)
- Vilijem FitzOsbern, angleški upornik